# Espaço de Poincaré
Na topologia algébrica, um espaço de Poincaré é um espaço topológico n-dimensional com um elemento distinto  µ de seu n-ésimo grupo de homologia, de modo que tomar o produto cap com um elemento do k-ésimo grupo de cohomologia produz um isomorfismo para a (n-k)-ésima homologia grupo. O espaço é essencialmente aquele para o qual a dualidade de Poincaré é válida; mais precisamente, aquele cujo complexo de cadeia singular forma um complexo de Poincaré com respeito ao elemento distinto µ.
Por exemplo, qualquer variedade M fechada, orientável e conectada é um espaço de Poincaré, onde o elemento distinto é a classe fundamental {\displaystyle [M]}.
Os espaços de Poincaré são usados na teoria da cirurgia para analisar e classificar variedades. Nem todo espaço de Poincaré é uma variedade, mas a diferença pode ser estudada, primeiro por ter um mapa normal de uma variedade e, em seguida, por meio da teoria da obstrução.